# Paul Savelli
Pour les articles homonymes, voir Savelli (homonymie).
Paul Savelli, né le 7 décembre 1815 à Sant'Antonino (Haute-Corse) et mort le 30 avril 1887 à Bastia, est un avocat et homme politique français. Il fut l'une des principales personnalités du mouvement républicain en Corse à l'époque où cette île était dominée par les bonapartistes.

## Biographie
Appartenant à une ancienne famille balanine, Pierre Paul Marie Savelli, fils de Joseph Sébastien Savelli et de Marie Françoise Savelli, née Siesi, naquit le 7 décembre 1815 à Sant'Antonino.
Devenu avocat vers 1840, Savelli exerça à la cour d'appel de Bastia et devint plus tard bâtonnier du barreau de cette ville.
Ami de Louis Blanc, Savelli était l'un des meneurs du républicanisme dans l'île de beauté, aux côtés de Louis Tommasi, Patrice de Corsi, Ange-Toussaint Padovani, Virginius Casta et Antoine-Louis Franzini. Ces républicains fondèrent Le Progressif de la Corse en 1847 et le comité central républicain de Bastia en 1848. Le Progressif fut supprimé au lendemain du coup d'État du 2 décembre 1851.
En 1850, Paul Savelli a épousé Marie Tommasi à Pino.
Sous le Second Empire, Savelli fut l'un des principaux orateurs des réunions républicaines organisées chez Jean-Baptiste Olivieri. En 1869, Savelli et d’autres républicains (dont Tommasi, Étienne Petrignani, Auguste Massoni, Thiers, L. Vaunier-Morelli, Olivieri, L. Lantieri et A. Angeli) fondèrent le journal La Revanche. La même année, Savelli participa à la fondation du comité central républicain de Bastia. L'année suivante, il fut l'un des principaux militants corses du « Non » au plébiscite du 8 mai 1870.
Après la chute de l'Empire, Crémieux, ministre de la Justice du gouvernement de la Défense nationale, lui proposa le poste d'avocat général à Ajaccio, mais Savelli déclina : « C'est trop pour moi, trop peu pour mon parti ».
En 1871, Séverin Abbatucci démissionna de son siège de député afin de permettre l'entrée d'Eugène Rouher, chef des bonapartistes, à l'Assemblée nationale. En vue de l'élection législative partielle organisée le 11 février 1872, les républicains radicaux (menés par le député Louis Blanc, le conseiller général Arrighi, le docteur Alexandre Bartoli et l'ancien préfet Ceccaldi) investirent Savelli. Mais celui-ci était concurrencé par le candidat des républicains modérés, l'ex-légitimiste Jérôme Pozzo di Borgo. Rouher fut largement élu avec 33 178 suffrages, Pozzo et Savelli n'ayant recueilli, respectivement, que 8146 voix et 6552 voix.
Le 9 juin suivant, une autre élection législative partielle fut organisée en Corse afin de remplacer Étienne Conti. Candidat des républicains, Savelli obtint 14 418 suffrages, loin derrière Charles Abbatucci, candidat de l'Appel au peuple, élu avec 30 323 voix.
Lors des élections législatives de 1876, Savelli posa sa candidature face au duc de Padoue mais il fut concurrencé par un autre républicain, Antoine Giudice Graziani. Cette division des républicains favorisa l'élection du duc, par 2535 voix (52 % des exprimés), devant 1306 suffrages (27 %) à Savelli et 989 (20 %) à Graziani. Ce dernier, aidé par le sous-préfet de Calvi Nicolas Marini, fut finalement élu en 1881 dans un duel serré avec Savelli.
Le 13 juillet 1880, en reconnaissance de ses 40 années de services, Savelli a été nommé chevalier de l'Ordre national de la Légion d'honneur.
Après une longue maladie, Paul Savelli mourut le 30 avril 1887 à Bastia. Il fut inhumé le 2 mai à Pino.